# Zelený (Úštěk)
Zelený je malá vesnice, část města Úštěku v okrese Litoměřice. Nachází se asi šest kilometrů severozápadně od Úštěku. Zelený leží v katastrálním území Brusov o výměře 3,85 km².

## Historie
První písemná zmínka pochází z roku 1654. Do roku 1946 vesnice nesla název Grünwald.

## Obyvatelstvo
Při sčítání lidu v roce 1921 zde žilo 82 obyvatel (z toho 41 mužů) německé národnosti. Až na jednoho evangelíka se hlásili k římskokatolické církvi. Podle sčítání lidu z roku 1930 měla vesnice 81 obyvatel německé národnosti, kteří byli, až na jednoho evangelíka, římskými katolíky.
|           | 1869 | 1880 | 1890 | 1900 | 1910 | 1921 | 1930 | 1950 | 1961 | 1970 | 1980 | 1991 | 2001 | 2011 |
| --------- | ---- | ---- | ---- | ---- | ---- | ---- | ---- | ---- | ---- | ---- | ---- | ---- | ---- | ---- |
| Obyvatelé | 88   | 82   | 83   | 84   | 83   | 82   | 81   | 53   | 18   | 8    | 2    | 2    | 4    | 1    |
| Domy      | 18   | 18   | 18   | 18   | 18   | 18   | 18   | 12   | 4    | 3    | 2    | 9    | 8    | 7    |